# Сагі (1937)
Сагі (Sagi, яп. 鷺) — міноносець Імперського флоту Японії типу «Оторі», який брав участь у Другій світовій війні.
Корабель, який став сьомим серед міноносців типу «Оторі», закладений 20 травня 1936 року на корабельні «Harima Shipyards» в Токіо. Спущений на воду 30 січня 1937 року, вступив у стрій 31 липня 1937 року.

## Історія служби
Станом на осінь 1941-го «Сагі» перебував у прямому підпорядкуванні П'ятого флоту, який відповідав за операції в північній зоні (Хоккайдо, Сахалін, Курильські острови). 26—28 листопада 1941-го корабель пройшов з Йокосуки до порту Аккеші (східне узбережжя Хоккайдо), після чого кілька місяців ніс патрульно-ескортну службу тут і в районі Омінато (важлива база ВМФ на північному завершенні острова Хонсю). У цей період його також відряджали в похід до острова Тітідзіма у архіпелазі Огасавара (кінець грудня 1941 — початок січня 1942), а 14—21 лютого 1942-го «Сагі» пройшов доковий ремонт у Йокосуці.
З 10 квітня 1942-го «Сагі» перевели 1-го ескортного дивізіону, який ніс службу в Південно-Східній Азії і з 24 квітня він розпочав водити конвої між японським портом Моджі, військово-морською базою Мако (на Пескадорських островах у південній частині Тайванської протоки) та Манілою. Надалі корабель також охороняв судноплавство на маршрутах Мако — Сайгон (Південний В'єтнам) — Сінгапур і Маніла — Палау (важливий транспортний хаб на заході Каролінських островів).
29 серпня 1943-го «Сагі» розпочав ескортування конвою з Мако до Моджі. 31 серпня в районі за чотири сотні кілометрів від північного завершення Тайваню загін атакував американський підводний човен «Сівулф», якому вдалось уразити одразу три кораблі. «Сагі» зазнав незначних пошкоджень, а от транспорти «Шото-Мару» і «Кокко-Мару» затонули (наступної доби та ж субмарина, що й далі переслідувала конвой, змогла потопити «Фусєй-Мару» та поцілила четвертий транспорт, проте в останньому випадку торпеда не здетонувала і завдала лише незначних пошкоджень).
З 5 вересня 1943-го «Сагі» підпорядкували військово-морському округу Куре й невдовзі він узявся за ескортування конвоїв між портом Саєкі (північно-східне узбережжя Кюсю) та Палау, чим займався в наступні кілька місяців. Так, 10 вересня він вийшов з Японії в охороні конвою O-008, а вже з 11 вересня брав участь у проведенні на буксирі до Саєкі транспорту «Цуяма-Мару», який був торпедований ворожим підводним човном. Також відомо, що «Сагі» охороняв конвой FU-905, який пройшов між Палау та Кюсю в період з 9 по 19 січня 1944-го.
7 лютого 1944-го «Сагі» вийшов із Моджі разом з конвоєм MOTA-02, який прямував до Такао (наразі Гаосюн на Тайвані). 8 лютого підводний човен атакував MOTA-02 та потопив транспорт «Ліма-Мару», разом з яким загинуло понад 2800 військовослужбовців. Ще один транспорт «Ширанесан-Мару» був пошкоджений (на ньому загинуло «всього» 135 осіб) і «Сагі» супроводив його до порту Сасебо (західне узбережжя Кюсю).
З 12 лютого по 21 лютого 1944-го «Сагі» пройшов з конвоєм за маршрутом Кагосіма (південне завершення Кюсю) — Кірун (наразі Цзілун на Тайвані) — Такао. Невдовзі він уже займався охороною конвою TAPA-02, що прямував з Такао на Палау, і під час цього переходу 1 березня разом з патрульним кораблем PB-31 зняв людей з пошкодженого підводним човном судна «Учіде-Мару», яке перевозило 2,5 тисячі військовослужбовців. Далі корабель взяв участь у проведенні конвою TAPA-04, який 7—14 березня пройшов з Такао на Палау, а 17—27 березня супроводив у зворотному напрямку конвой PATA-05.
10 квітня 1944-го «Сагі» повернули до 1-го ескортного дивізіону й він почав знову водити конвої до Південно-Східної Азії із заходами до Моджі, Такао, Мірі (центр нафтовидобутку на північно-західному узбережжі острова Борнео) та Сінгапуру. Зокрема, відомо, що корабель охороняв конвої TAMA-16 (15—19 квітня пройшов з Такао до Маніли), MI-02 (22—28 квітня пройшов з Маніли до Мірі, а 4—23 травня здійснив перехід Мірі — Моджі), MI-05 (Моджі — Мірі, з 2 по 23 червня), MISHI-03 (Мірі — Сінгапур, з 25 по 30 червня), SHIMI-05 (вирушив 4 липня з Сінгапуру до Мірі), MI-08 (з 10 липня по 13 серпня пройшов з Мірі до Моджі).
8—10 жовтня 1944-го «Сагі» охороняв конвой MO-702, що пройшов з Моджі до Шанхаю. 20—27 жовтня корабель ескортував конвой з Шанхаю до Маніли, а 29 жовтня — 2 листопада охороняв транспорти на переході з Філіппін до Такао. 4 листопада «Сагі» повів черговий конвой з Такао до Маніли, проте 8 листопада в районі за три сотні кілометрів на північний захід від останньої був торпедований та потоплений підводним човном «Ганнел».